# Stanisławów Pierwszy (Mazovie)
Pour les articles homonymes, voir Stanisławów Pierwszy.
Stanisławów Pierwszy (prononciation : [staniˈswavuf ˈpjɛrfʂɨ]) est un village polonais de la gmina de Nieporęt dans le powiat de Legionowo de la voïvodie de Mazovie dans le centre-est de la Pologne.
Il se situe à environ 5 kilomètres au sud de Nieporęt (siège de la gmina), 9 kilomètres à l'est de Legionowo (siège du powiat) et à 19 kilomètres au nord de Varsovie (capitale de la Pologne).
Le village possède approximativement une population de 1336 habitants en 2010.

## Histoire
De 1975 à 1998, le village appartenait administrativement à la voïvodie de Varsovie.